# Hal Scardino
Albert Henry Hugh Scardino (Savannah, 25 de dezembro de 1984) é um ex-ator americano mais conhecido por ter desempenhado o papel principal no filme A Chave Mágica. Ele também estrelou em Searching for Bobby Fischer e Marvin's Room.

## Biografia
Hal Scardino é o primeiro de três filhos nascidos de Marjorie e Albert Scardino. Nascido nos Estados Unidos em Savannah, Georgia (Estados Unidos), Scardino cresceu no bairro londrino de Knightsbridge.
Ele foi educado em Winchester College, um colégio para meninos na Inglaterra. Formou-se em 2005 a partir da Universidade Columbia, onde ele era um membro de longa data da equipe de esgrima da universidade.

## Filmografia
| Ano  | Filme               | Personagem |
| ---- | ------------------- | ---------- |
| 1993 | Lances inocentes    | Morgan     |
| 1995 | A Chave Mágica      | Omri       |
| 1996 | As Filhas de Marvin | Charlie    |